# هانگوران‌کتا
هانگوران‌کتا (به لاتین: Hanguranketa) یک منطقهٔ مسکونی در سری‌لانکا است که در استان مرکزی (سری‌لانکا) واقع شده‌است.